# Tiao Souphanouvong
Tiao Souphanouvong (ur. 13 lipca 1909 w Luang Prabang, zm. 9 stycznia 1995 w Wientian) – polityk laotański, książę, pierwszy prezydent tego kraju po zniesieniu monarchii. Pełnił tę funkcję od 3 grudnia 1975 do 15 sierpnia 1991 roku.